# Isobel or The Trail's End
Pour plus de détails, voir Fiche technique et Distribution.
Isobel or The Trail's End est un film américain réalisé par Edwin Carewe, sorti en 1920.

## Synopsis
Scottie Dean, passager d'un baleinier, jette par-dessus bord le Capitaine Jim Blake après que celui-ci a attaqué sa femme Isobel. Se croyant responsable de la mort du capitaine, il s'enfuit dans les Territoires du Nord-Ouest. Le sergent William MacVeigh, chargé de le rattraper, est sur le point d'aboutir quand il rencontre Isobel en train de tirer un traîneau censé porter le cercueil de son mari et, subjugué par sa beauté, permet sans le vouloir au couple de s'échapper. Le caporal Bucky Smith, un ennemi de MacVeigh, fait remarquer que le sergent a fait une faute et jure d'attraper Dean lui-même, forçant ainsi MacVeigh à arrêter Dean pour protéger Isobel. MacVeigh permet ensuite à Dean de s'échapper mais plus tard Dean revient vers MacVeigh en lui demandant de l'aide pour sa femme, malade. Dean meurt après avoir appris que Blake n'est pas mort et MacVeigh, toujours amoureux d'Isobel, va la voir. Délirante sous l'influence de la fièvre, elle le rejette, le rendant responsable de la mort de son mari. 
Des années plus tard, MacVeigh reçoit une lettre l'informant de la mort d'Isobel, il part alors à Montréal rendre visite à sa fille, pour découvrir que la femme qu'il aime est en fait toujours vivante. 

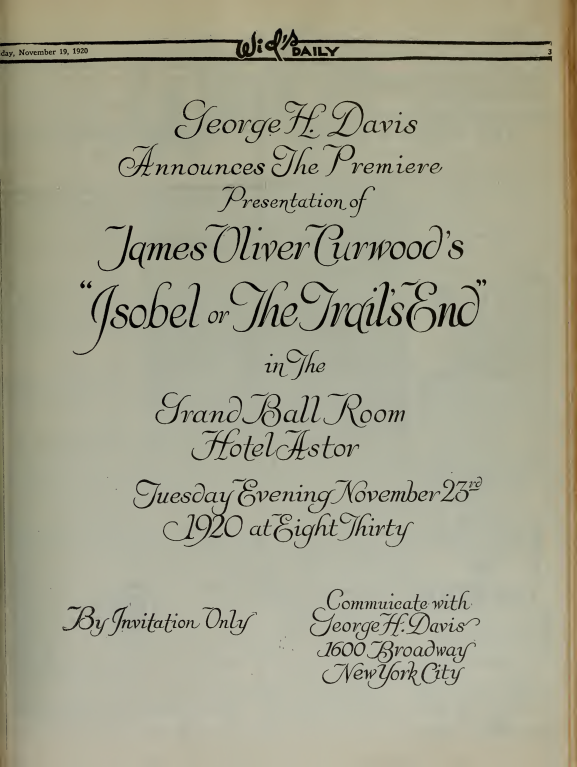
Annonce de la première du film.

## Fiche technique
- Titre original : Isobel or The Trail's End
- Réalisation : Edwin Carewe
- Scénario : Finis Fox, d'après le roman Isobel: A Romance of the Northern Trail de James Oliver Curwood
- Direction artistique : J.L. Pollock
- Photographie : Robert Kurrle
- Musique : James C. Bradford
- Production : Edwin Carewe, George H. Davis
- Société de production : Davis-Carewe Productions
- Pays d'origine :  États-Unis
- Langue originale : anglais
- Format : noir et blanc — 35 mm — 1,37:1 — Film muet
- Genre : Film d'aventures
- Durée : 60 minutes
- Dates de sortie :  États-Unis : 23 novembre 1920 (première à l'Hôtel Astor, New York), puis 19 décembre 1920

## Distribution
- House Peters : Sergent William MacVeigh
- Jane Novak : Isobel Dean
- Edward Peil Sr. : Scottie Dean
- Tom Wilson : Caporal Bucky Smith
- Robert D. Walker : Soldat Thomas Pelliter
- Pearlie Norton : Little Mystery
- Dick La Reno : Jim Blake
- Horin Konishi : Chef Bye-Bye